# Pionnat
Pionnat település Franciaországban, Creuse megyében. Lakosainak száma 715 fő (2022. január 1.). Pionnat Ahun, Ajain, Cressat, Jarnages, Ladapeyre, Mazeirat, Saint-Laurent és Vigeville községekkel határos.

## Népesség
A település népességének változása:
| Lakosok száma | 847  | 726  | 682  | 756  | 761  | 766  | 758  | 737  | 730  | 715  |
|               | 1968 | 1982 | 1990 | 2006 | 2013 | 2015 | 2017 | 2019 | 2020 | 2022 |